# 周際銓
周際銓，贵州贵阳人，清朝政治人物、同進士出身。
嘉慶二十五年庚辰科進士，三甲九十七名，后官陝西麟游縣知縣。